# Raury
Raury Alexander Tullis, nach anderen Quellen Raury Deshawn Tullis, (* 10. Juni 1996 in Stone Mountain, Georgia) ist ein US-amerikanischer Musiker, Rapper und Singer-Songwriter, der bei dem Label Columbia Records, sowie bei dem kreativen Independent-Label LoveRenaissance (LVRN) unter Vertrag steht. Raury bezeichnet seine Musik selbst als Genre-los. Sein Sound stellt eine Mischung aus Hip-Hop, Folk, Funk, Indie-Rock, Rap, R&B und Soul dar.

## Biografie
Raury wuchs bei seiner Mutter in Stone Mountain, einer Kleinstadt nahe Atlanta, auf. Er hat eine ältere Schwester namens Calvis und einen zehn Jahre älteren Bruder.
Eigenen Angaben zufolge, schrieb er seine ersten Raptexte bereits im Alter von acht Jahren und auch schon in jüngeren Jahren hatte Musik eine große Bedeutung für ihn. Im Jahr 2010 entschied er sich endgültig eine Musikkarriere zu verfolgen und gab dafür auch sein zweites Hobby, den Football, auf. Bereits im Alter von elf Jahren hatte Raury sich das Gitarrespielen mithilfe von YouTube-Videos selbstständig beigebracht, im Jahr 2012 trat er dann in die Schulband ADHD ein und gründete an der Tucker High-School eine kreative Musikgruppe, den Tucker Music Club. Sein Schulfreund Kipper Hilson, Bruder der R&B-Sängerin Keri Hilson, ermöglichte ihm freien Zugang zu dem professionellen Tonstudio Blue Room Recording in Atlanta. Dort begann er 2012 eigene Musik zu produzieren und lernte dabei seinen heutigen Manager, den Mitbegründer des Kollektivs und Musiklabels LoveRenaissance, Justice Baiden kennen. Zusammen mit LoveRenaissance verfolgte Raury weiter sein Faible für Musik, versuchte Fans zu gewinnen, organisierte im Frühjahr 2014 eine sogenannte AntiTour, sowie das RaurFest, seine eigene riesige Geburtstagsparty inklusive Debütkonzert in Atlanta. Trotz der doppelten Belastung schloss Raury im Mai 2014 seine Schulausbildung mit dem Erreichen des High School Diploma ab.

## Musikkarriere
Nach der Veröffentlichung seiner Single God's Whisper und dem dazugehörigen sinnträchtigen Musikvideo, erlangte Raury Anfang 2014 große Aufmerksamkeit in der Musikwelt. Raury und seine Freunde von LoveRenaissance wurden daraufhin von dem Label Columbia Records unter Obhut genommen.
Wie sein ganz eigener Musikstil eine vielfältige Mischung aus verschiedenen Genres ist, so sind auch seine Einflüsse vielseitig. Zu seinen Inspirationen zählen, seinen Angaben nach, unter anderem OutKast, 2Pac, Kanye West, Kid Cudi, Frank Ocean, Lauryn Hill, Corinne Bailey Rae, Phil Collins, Bon Iver, Fleet Foxes, Father John Misty, Coldplay, Queen, Led Zeppelin, Marvin Gaye und Earth, Wind and Fire.

### 2014:Indigo Child
Im August 2014 erschien sein Debüt-Mixtape Indigo Child. Raury wurde nach der Veröffentlichung von zahlreichen Musikmagazinen und Radiosendern als Newcomer des Jahres gefeiert, der die New Generation einleiten würde. Er schaffte es unter anderem auf den vierten Platz der Liste Sound of 2015 der BBC und wurde von dem US-amerikanischen Musikmagazin XXL für die 2015 XXL Freshman Class ausgewählt.
Indigo Child – der Name stammt von der Theorie der Indigo-Kinder – steht auch für eine Bewegung, die Raury initiierte. Die Bewegung postuliert Empathie, Toleranz und Selbsterkenntnis, und kollaboriert unter anderem mit der MSFTS-Bewegung. Raury macht deutlich, dass er mit seiner Musik und den geistreichen, optimistischen Liedtexten die Welt verändern möchte:

“I really want my music to help imagination, embrace that idea that everything is one and the concept of love. I want to open the door of love.”

“We are the renaissance. We are here to provide the creative side of Atlanta's music and as we change the city Atlanta, we're gonna change the nation and then the world. I'm just a person who loves the world and wants to make the world better. I know this world already. I'm an indigo child. I've been here before.”

### 2015 bis heute:All We Need
Am 16. Oktober 2015 gab Raury sein Debüt-Album All We Need heraus. Einige Songs aus dem Album entstanden unter anderem in Kollaboration mit Big K.R.I.T, RZA und Tom Morello.
Bereits im September veröffentlichte EA Sports den offiziellen Soundtrack des Fußballsimulationsspiels FIFA 16, der auch das Lied Crystal Express aus dem Album All We Need beinhaltet.
Die erste Europatournee absolvierte Raury zusammen mit Macklemore & Ryan Lewis im Frühjahr 2016.

## Diskografie
Mixtapes
- 2014: Indigo Child[21]
- 2018: Welcome To The Woods

Alben
- 2015: All We Need[18]

Singles
- 2013: „Bloom“
- 2014: „Higher“ (SBTRKT feat. Raury)
- 2014: „Forgotten“ (SBTRKT feat. Raury)
- 2014: „Warm“ (The Neighbourhood feat. Raury)
- 2014: „Lost Souls“ (Die Tribute von Panem – Mockingjay Teil 1)
- 2015: „Windows“ (Donnie Trumpet & The Social Experiment feat. BJ the Chicago Kid und Raury)
- 2015: „The Color is Green“ (Go Dreamer feat. Raury)
- 2015: „Fly“ (Raury feat. Malik Shakur)
- 2015: „Dead People“ (Gucci Mane feat. Raury)
- 2015: „Escape 120“ (Joey Badass feat. Raury)
- 2015: „Demo 1: The Sea“
- 2016: „Do You Remember (Remix)“ (Jarryd James feat. Raury)
- 2016: „Home“  (feat. Take A Daytrip)
- 2016: „NEVERALONE“
- 2016: „Losing Your Mind“  (mit Jaden Smith)